# Viktorija Šmatova
Viktorija Olehivna Šmatova (in ucraino Вікторія Олегівна Шматова?; Zaporižžja, 15 febbraio 1987) è una cestista ucraina.

## Carriera
Con l'Ucraina ha disputato i Campionati europei del 2015.